# Valeriy Rezantsev
Valeriy Rezantsev (en russe, Валерий Григорьевич Резанцев) est un lutteur soviétique né le 8 octobre 1948 à Novomoskovsk, spécialisé en lutte gréco-romaine.

## Palmarès

### Jeux olympiques
- Médaille d'or dans la catégorie des moins de 90 kg en 1976 à Montréal
- Médaille d'or dans la catégorie des moins de 90 kg en 1972 à Munich

### Championnats du monde
- Médaille d'or dans la catégorie des moins de 90 kg en 1975 à Minsk
- Médaille d'or dans la catégorie des moins de 90 kg en 1974 à Katowice
- Médaille d'or dans la catégorie des moins de 90 kg en 1973 à Téhéran
- Médaille d'or dans la catégorie des moins de 90 kg en 1971 à Sofia
- Médaille d'or dans la catégorie des moins de 90 kg en 1970 à Edmonton

### Championnats d'Europe
- Médaille d'or dans la catégorie des moins de 90 kg en 1974 à Madrid
- Médaille d'or dans la catégorie des moins de 90 kg en 1973 à Helsinki
- Médaille d'or dans la catégorie des moins de 90 kg en 1970 à Berlin